# Pseudupeneus maculatus
Pseudupeneus maculatus Bloch, 1793, noto commercialmente come triglia atlantica è un pesce appartenente alla famiglia Mullidae, proveniente dall'Oceano Atlantico.

## Distribuzione e habitat
Proviene dalle barriere coralline di Mar dei Caraibi, Brasile, parte degli Stati Uniti, Bermuda e Messico. Nuota fino a 90 m di profondità; gli esemplari giovani vivono prevalentemente nelle zone ricche di vegetazione acquatica, soprattutto tra le piante del genere Thalassia, piuttosto che nelle barriere.

## Descrizione
Il suo corpo è compresso sull'addome, e ha una colorazione estremamente variabile: alcuni esemplari sono grigi chiari, altri rosa pallidi,  ma possono cambiare colore e diventare bianchi a macchie rosse. Sono sempre presenti tre macchie scure lungo il corpo. La pinna caudale è biforcuta, mentre attorno alla bocca sono presenti dei barbigli giallastri. La lunghezza massima registrata è di 30 cm anche se di solito non supera i 22.

## Biologia

### Alimentazione
Si nutre di invertebrati acquatici come vermi policheti, crostacei isopodi, stomatopodi, anfipodi, granchi (Calappidae), ostracodi e gamberi (Caridea, Penaeidae, Alpheidae, Palaemonidae), molluschi bivalvi e infine echinodermi, in particolare stelle di mare.

### Riproduzione
È oviparo e la fecondazione è esterna, non ci sono cure nei confronti delle uova.

## Pesca
È un pesce abbastanza ricercato, quindi viene spesso pescato e si trova facilmente in vendita, nonostante la sua carne possa portare intossicazioni da ciguatera.